# CeSiR Warka
CeSiR Warka – centrum sportu i rekreacji mające siedzibę w Warce.

## Historia
CESiR powstał w 1970 roku za decyzją władz miasta i został powołany jako instytucja kulturalno-oświatowa pod nazwą Miejsko-Gminny Ośrodek Kultury. Siedzibą MGOK w Warce był budynek straży pożarnej przy ulicy Farnej, a wewnątrz budynku posiadał niewielką salę widowiskową na pierwszym piętrze oraz własne biuro. W sali widowiskowej były organizowane różnego rodzaju koła zainteresowań takie jak: kółka teatralne, zespoły taneczne i muzyczne, sekcje sportowe oraz orkiestra dęta. MGOK w tamtym czasie na terenie Warki organizował imprezy artystyczne, koncerty, akademie i festyny. Na przestrzeni lat osiemdziesiątych i dziewięćdziesiątych dzięki działaniu lokalnych działaczy zaczęły ruszać projekty dotyczące nowej placówki dla MGOK. Funkcjonowały bowiem w tamtym czasie Społeczne Komitety pod przewodnictwem Bolesława Siwińskiego, potem Stanisławy Jakubowskiej. Dwukrotne próby Społecznych Komitetów dotyczące nowelizacji instytucji nie przyniosły oczekiwanych efektów. Przy trzeciej próbie w 1984 roku z inicjatywy Marka Gajewskiego (później jednego z dyrektorów OKSiW) powstał zamysł budowy nowoczesnego centrum kultury i sportu, a podczas trwania realizacji pomysłu w dniu 27 września 1984 roku powstał Społeczny Komitet Budowy Ośrodka Sportowo Kulturalnego w Warce. Skład Społecznego Komitetu liczył czterdzieści osób, a prezydium komitetu posiadał w swoim zarządzie dwanaście osób. Program użytkowy Ośrodka Sportowo Kulturalnego w Warce przewidywał wybudowanie w ramach projektu kompleks sportowo-kulturalny, a w jego skład miały wejść: pełno wymiarowa hala sportowa o powierzchni 1500 m², hala przewidziana dla imprez sportowych i artystyczno-kulturalnych z widownią na około sześćset osób, Miejsko-Gminna Biblioteka Publiczna, Dom Kultury, Sala Tradycji Lotnictwa Polskiego, około 500 m² powierzchni pomieszczeń z przeznaczeniem na tzw. odnowę biologiczną (m.in. sauna), kotłownie oraz hotel na sześćdziesiąt miejsc. Kubatura całego kompleksu kulturalno-sportowego wynosi 44 tys. m², a powierzchnia użytkowa 8 tys. m². Okoliczne zakłady pracy oraz społeczność miasta pomagały w budowie placówki kupując cegiełki na budowę ośrodka. Podczas realizacji kompleksu napotkano na problemy z finansowaniem inwestycji, które spowodowały zmianę pierwotnych planów. Część pomieszczeń przeznaczono na siedzibę PKO oraz Liceum Ogólnokształcącego im. Piotra Wysockiego. Dla Domu Kultury (od 2006 roku znajduje się w Dworku na Długiej) przekazano pomieszczenia o ogólnej powierzchni 653 m²: siedem pracowni oraz kawiarnię i salę imprez. W roku 1991 ukończono budowę ośrodka, lecz prace adaptacyjne potrwały jeszcze dwa lata. Dnia 29 maja 1993 roku nastąpiło uroczyste otwarcie Ośrodka Kultury, Sportu i Wypoczynku. Do struktur OKSiW w tamtym okresie należały: hotel, dwie biblioteki, kino "Przyjaźń”, hala sportowa, siłownia i kryta pływalnia – od 2000 roku. W 2005 sanepid wydał raport, że kino działające w zakresie OKSiW zagrażał zawaleniem sufitu, a jego stan był bardzo kiepskim stanie. W krótkim odstępie czasu od wydania komunikatu sanepidu OKSiW postanowił zamknąć kino "Przyjaźń", a w 2007 roku zostało ono zlikwidowane. W 2007 roku 1 stycznia zmieniono nazwę placówki z OKSiW na CESiR (Centrum Sportu i Rekreacji) oraz zmieniono formułę działania, która opiera się na: organizacji imprez sportowo-rekreacyjnych i widowiskowo-sportowych, zapewnienie kadry instruktorsko-trenerskiej do prowadzenia zajęć w zakresie kultury fizycznej, sportu i rekreacji, rozwój sportu wśród dzieci i młodzieży, współpraca z organizacjami i stowarzyszeniami działającymi w obszarze kultury fizycznej.

## Kompleks sportowo-kulturalny
Źródło
W skład kompleksu wchodzi:
- sala tańca o wymiarach 10 × 5,6 m i pow. 56 m² z lustrami;
- sala imprez o wymiarach 14 × 15 m i pow. 210 m² z niewielką sceną i lustrami;
- hala sportowa pełnowymiarowa / 30 × 48 /  z boiskami do koszykówki, piłki nożnej, siatkówki, piłki ręcznej, boisko do tenisa ziemnego z pełnym wyposażeniem, hala jest również jedyną o charakterze widowiskowo-sportowym / siedzących miejsc – 399 z możliwością ustawienia ok. 1500 miejsc;
- kryta pływalnia / basen pływacki 25×12,5 m, niecka rekreacyjna ze zjeżdżalnią, biczami wodnymi i masażem podwodnym, sauna;
- strzelnica pneumatyczna;
- siłownia wyposażona w sprzęt firmy HES;
- patio o wymiarach 10 × 30 m;
- świetlica informatyczna ufundowana przez Fundację Banku Śląskiego ING Dzieciom;
- sala fitness;
- kompleks sportowy "ORLIK" na ul. Polnej w którego skład wchodzi:
  - boisko piłkarskie ze sztuczną murawą o wymiarach 30 × 62 m
  - boisko wielofunkcyjne do koszykówki i siatkówki o wymiarach 19,10 × 32,10 m;
- siłownia zewnętrzna na ul. Piotra Wysockiego przy Dworku na Długiej.

## Kluby sportowe
Kluby sportowe korzystające z CESiR-u:
- KS Pułaski Warka[5] (Koszykówka);
- WTS Warka[6] (Siatkówka);
- UKS Olimpic Warka[7] (Klub pływacki);
- UKS TOM BEE TEAM[8] (Kick-boxing).